# Ким Миджон (дзюдоистка, 1971)
Ким Миджон (кор. 김미정, 29 марта 1971, Масан) — южнокорейская дзюдоистка полутяжёлой весовой категории, выступала за сборную Южной Кореи в первой половине 1990-х годов. Чемпионка летних Олимпийских игр в Барселоне, чемпионка мира, чемпионка Азиатских игр, вице-чемпионка Азии, победительница многих турниров национального и международного значения. Также известна как тренер по дзюдо и преподаватель.

## Биография
Ким Миджон родилась 29 марта 1971 года в городе Масан провинции Кёнсан-Намдо. В детстве активно занималась толканием ядра, однако в возрасте семнадцати лет решила перейти в дзюдо, уже начиная с 1989 года привлекалась в сборную команду Южной Кореи — дебютировала на чемпионате мира в югославском Белграде, хотя в число призёров здесь не попала, проиграв на стадии 1/8 финала.
Первого серьёзного успеха на взрослом международном уровне добилась в 1990 году, когда попала в основной состав корейской национальной сборной и побывала на Азиатских играх в Пекине, откуда привезла награду бронзового достоинства, выигранную в полутяжёлой весовой категории. Год спустя на мировом первенстве в Барселоне взяла верх над всеми своими соперницами в полутяжёлом весе, в том числе над японкой Ёко Танабэ в финале, и завоевала тем самым золотую медаль.
Благодаря череде удачных выступлений Ким удостоилась права защищать честь страны на летних Олимпийских играх 1992 года в Барселоне, где женское дзюдо впервые было включено в программу в качестве полноправного вида спорта. Вновь одолела здесь всех оппоненток, в частности, в решающем поединке снова поборола японку Танабэ, и стала таким образом первой в истории олимпийской чемпионкой по дзюдо в категории до 72 кг.
После барселонской Олимпиады Ким Миджон осталась в основном составе дзюдоистской команды Южной Кореи и продолжила принимать участие в крупнейших международных турнирах. Так, в 1993 году она добавила в послужной список серебряную медаль, полученную на чемпионате Азии в Макао, и бронзовую медаль, выигранную на чемпионате мира в канадском Гамильтоне. В следующем сезоне отправилась представлять страну на Азиатских играх в Хиросиме, где стала лучшей в своей весовой категории. Вскоре по окончании этих соревнований приняла решение завершить карьеру профессиональной спортсменки, уступив место в сборной молодым корейским дзюдоисткам.
Работала преподавателем и тренером в частном университете в городе Йонъин. Принимала участие в турнирах по дзюдо в качестве судьи международной категории.